# Irreverent
Irreverent är en australisk komedi- och dramaserie vars första och enda säsong hade premiär den 30 november 2022. Första säsongen består av tio avsnitt. Serien som är skapad av Paddy Macrae som även skrivit seriens manus.

## Handling
Serien kretsar kring en en amerikansk brottsling från Chicago som är på flykt och gömmer sig i ett litet kustsamhälle i norra Queensland, Australien, där han utger sig för att vara kyrkans nya präst.

## Rollista (i urval)
- Colin Donnell - Paulo
- P. J. Byrne - Mackenzie
- Kylie Bracknell - Piper
- Tegan Stimson - Daisy
- Ed Oxenbould - Cameron
- Wayne Blair - Peter
- Russell Dykstra - Lester
- Francis Greenslade - Ron
- Anna Lise Phillips - Helen
- Ursula Yovich - Grace
- Andrea Szabo - Bev